# Shibataea kumasaca
Shibataea kumasaca là một loài thực vật có hoa trong họ Hòa thảo. Loài này được (Steud.) Makino miêu tả khoa học đầu tiên năm 1914.

## Hình ảnh

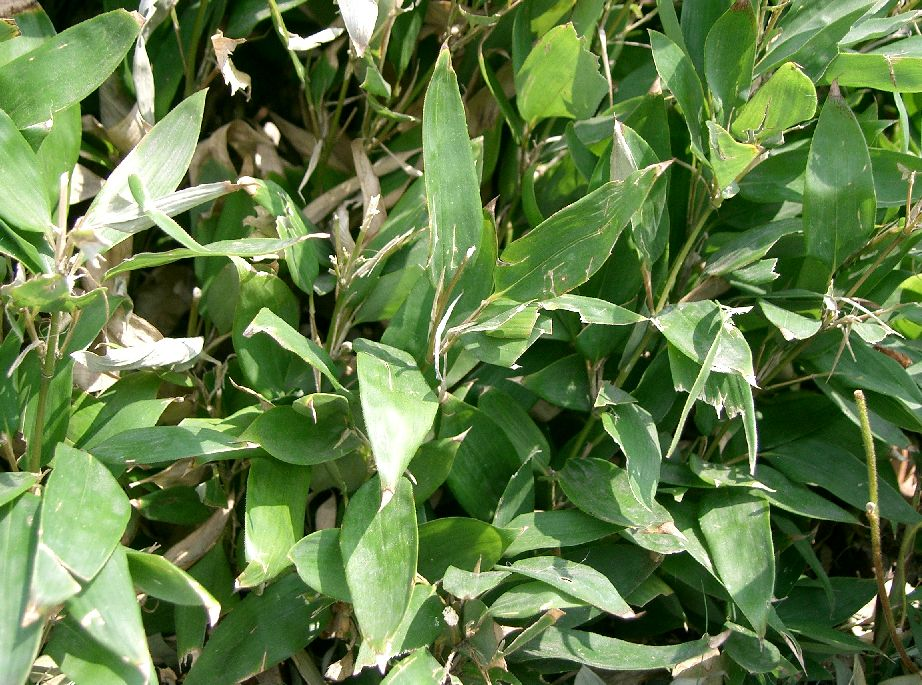
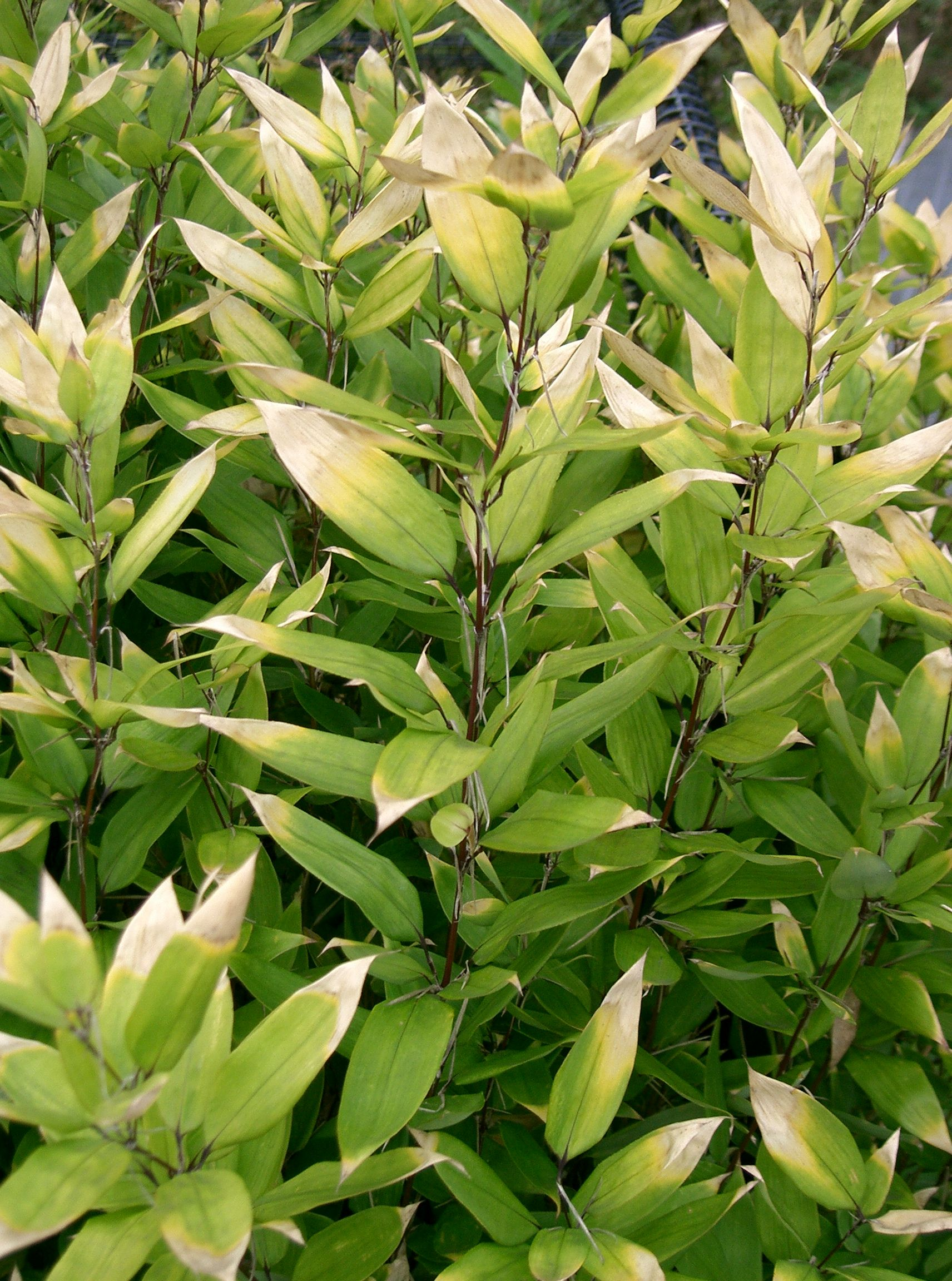
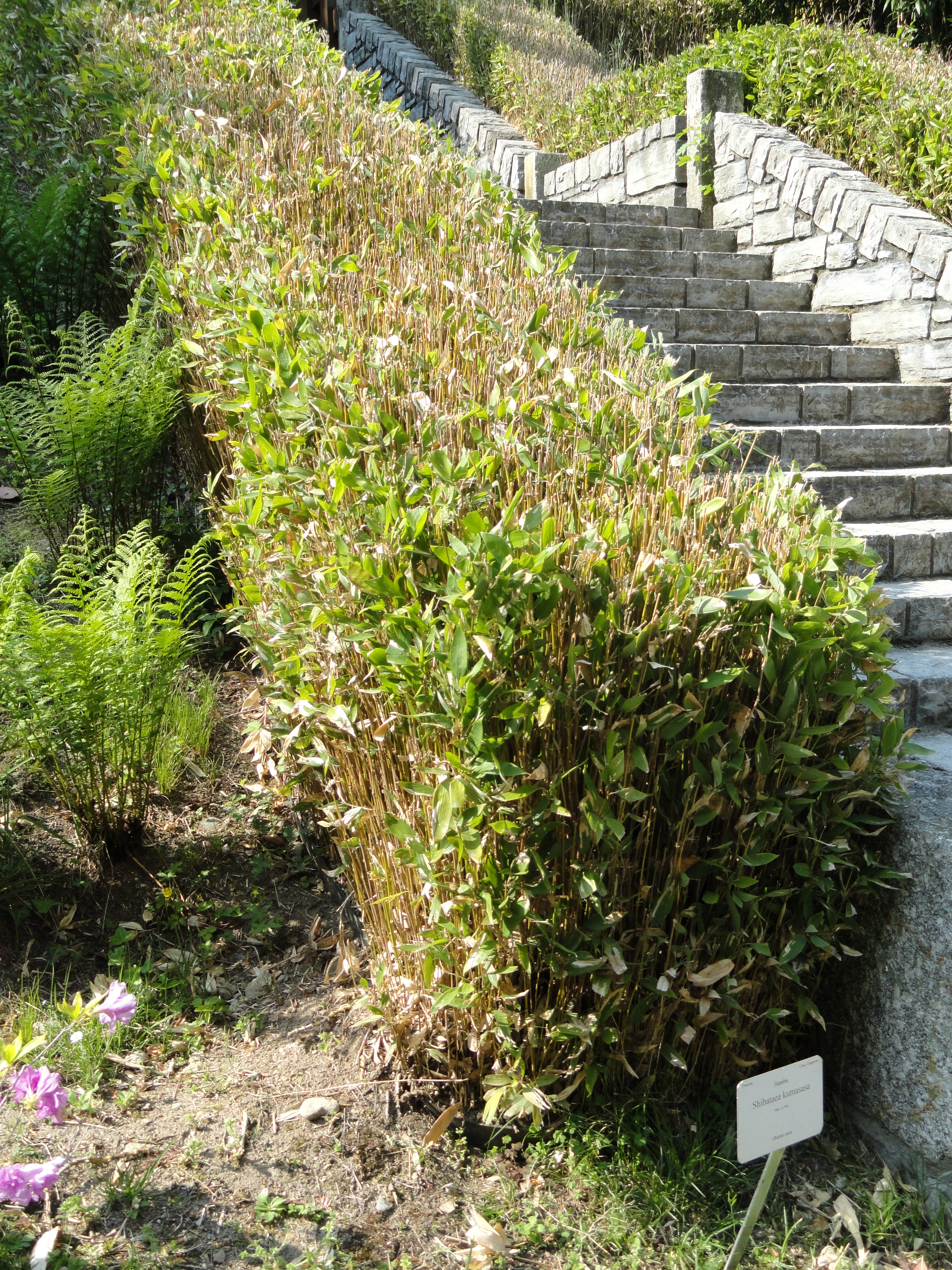
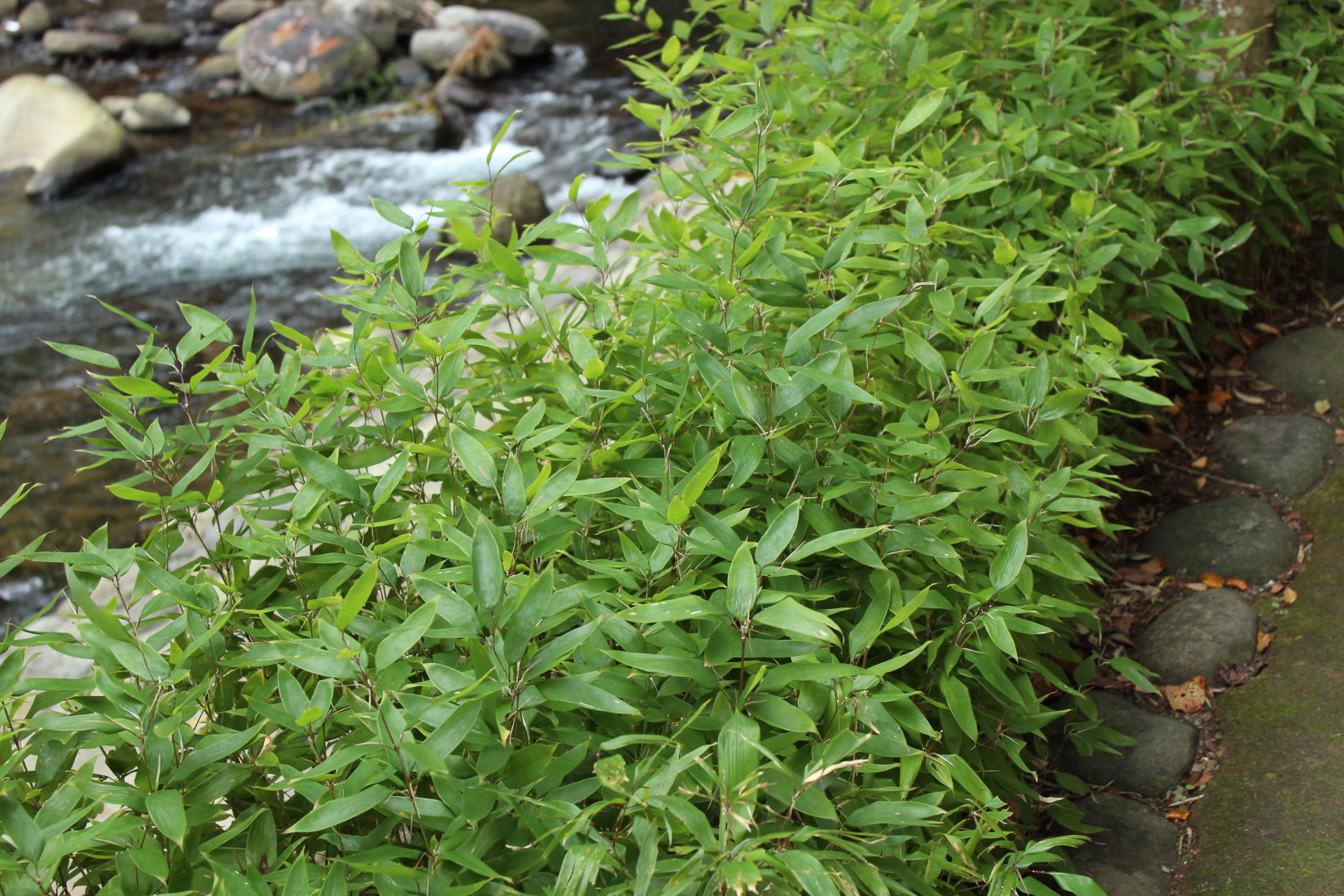